# My Friend Irma Goes West
My Friend Irma Goes West es la secuela de My Friend Irma, primera película en la que aparece el dúo cómico formado por Dean Martin y Jerry Lewis.

## Argumento
Irma y sus amigos viajan a California porque uno de ellos ha sido contratado para intervenir en una película. Además, tienen otro trabajo, llevar con ellos un simio que también intervendrá en la película.

## Otros créditos
- Color: Blanco y negro.
- Productores: Paramount Pictures.
- Fecha de estreno en EE. UU.: 4 de julio de 1950.
- Dirección artística: Henry Bumstead y Hans Dreier.
- Montaje: Warren Low.
- Sonido: Walter Oberst y Gene Merritt.
- Asistente de dirección: Francisco Day.
- Efectos especiales: Gordon Jennings.
- Decorados: Sam Comer y Emile Kuri.
- Diseño de vestuario: Edith Head.
- Maquillaje: Wally Westmore, Hal Lierley y Charles Berner.
- Peluquería: Gertrude Reade y Lavaughn Speer.